# Saint-Arey
Saint-Arey är en kommun i departementet Isère i regionen Auvergne-Rhône-Alpes i sydöstra Frankrike. Kommunen ligger i kantonen La Mure som tillhör arrondissementet Grenoble. År 2022 hade Saint-Arey 73 invånare.

## Befolkningsutveckling
Antalet invånare i kommunen Saint-Arey
Referens:INSEE